# Musée municipal d'Art et d'Histoire de Colombes
Le musée municipal d'Art et d'Histoire de Colombes est situé à Colombes dans les Hauts-de-Seine. Il est placé rue Gabriel-Péri au cœur de la ville, près de l'église, du cinéma et de la mairie.

## Description
Il est installé dans une ancienne maison réhabilitée.

## Collections

### La peinture

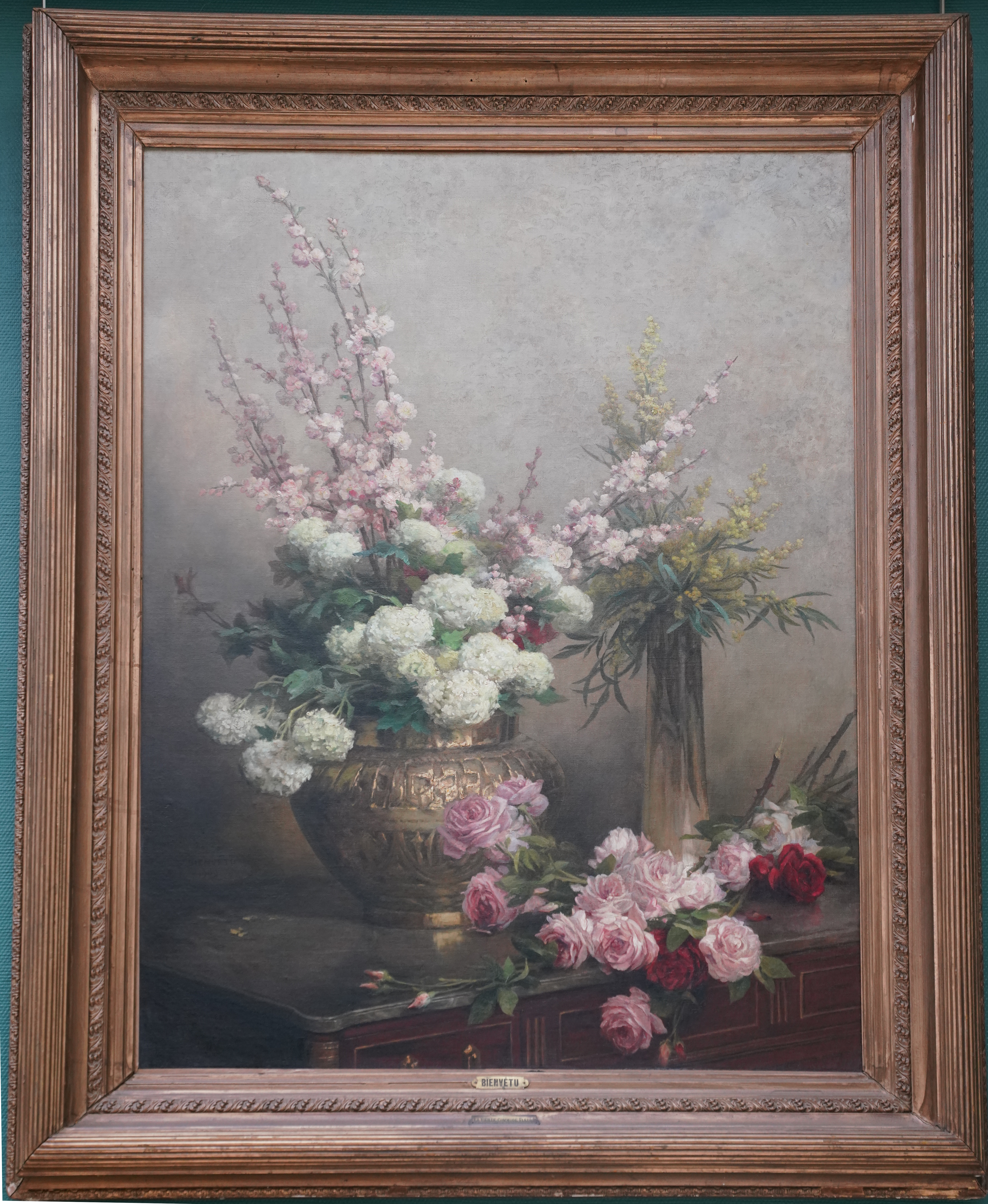
Gustave Bienvêtu, Nature morte.

Un tableau de Gustave Bienvêtu, des estampes d'Asger Jorn, deux tableaux de Victorine Meurent qui a vécu à Colombes de 1907 à sa mort en 1927.

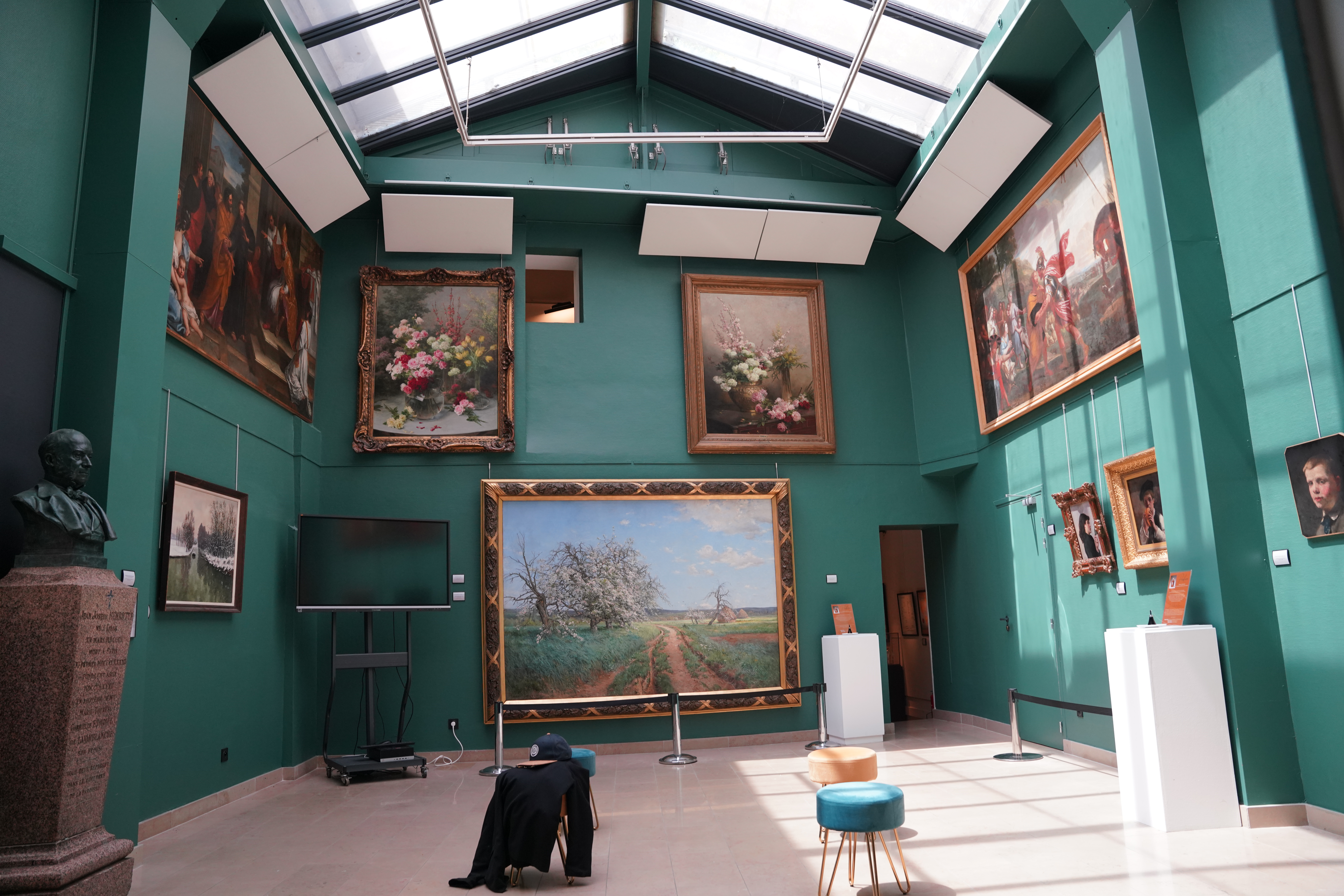
La salle des peintures.

### Les parfumeurs

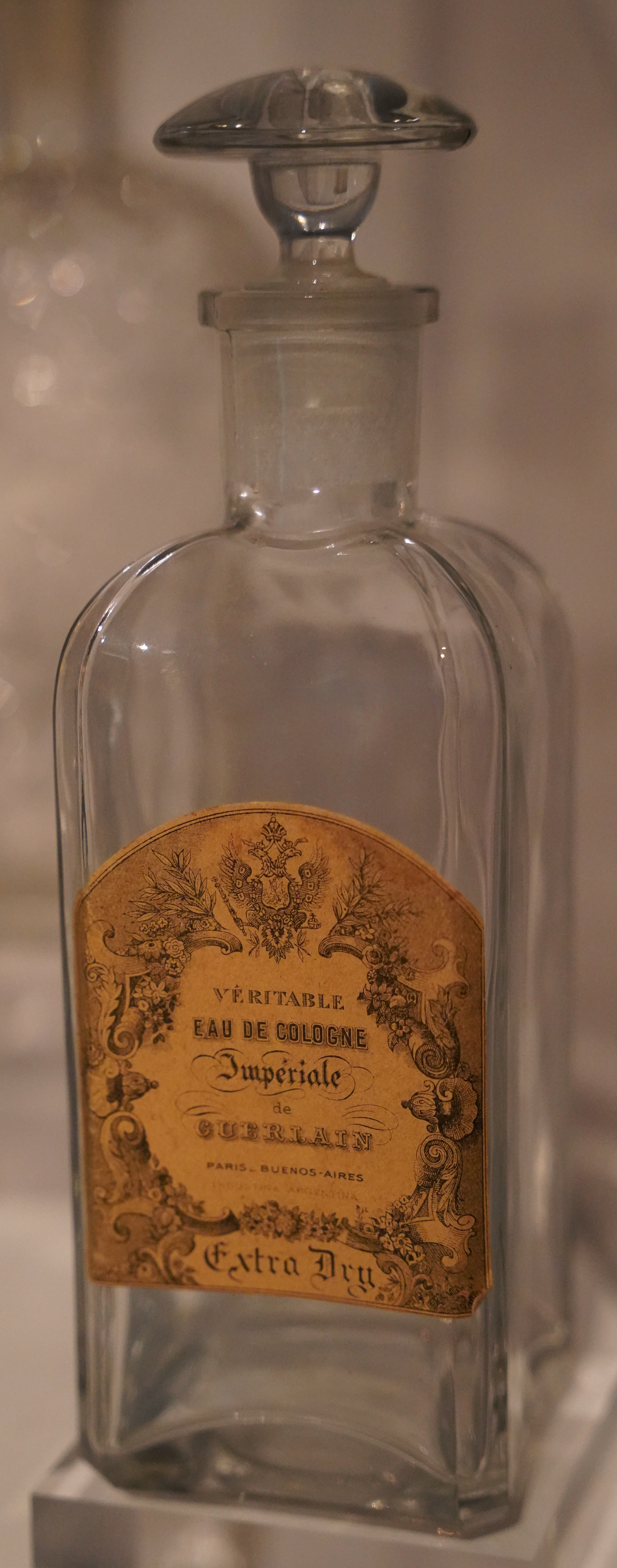
Eau de Cologne impériale de Guerlain.
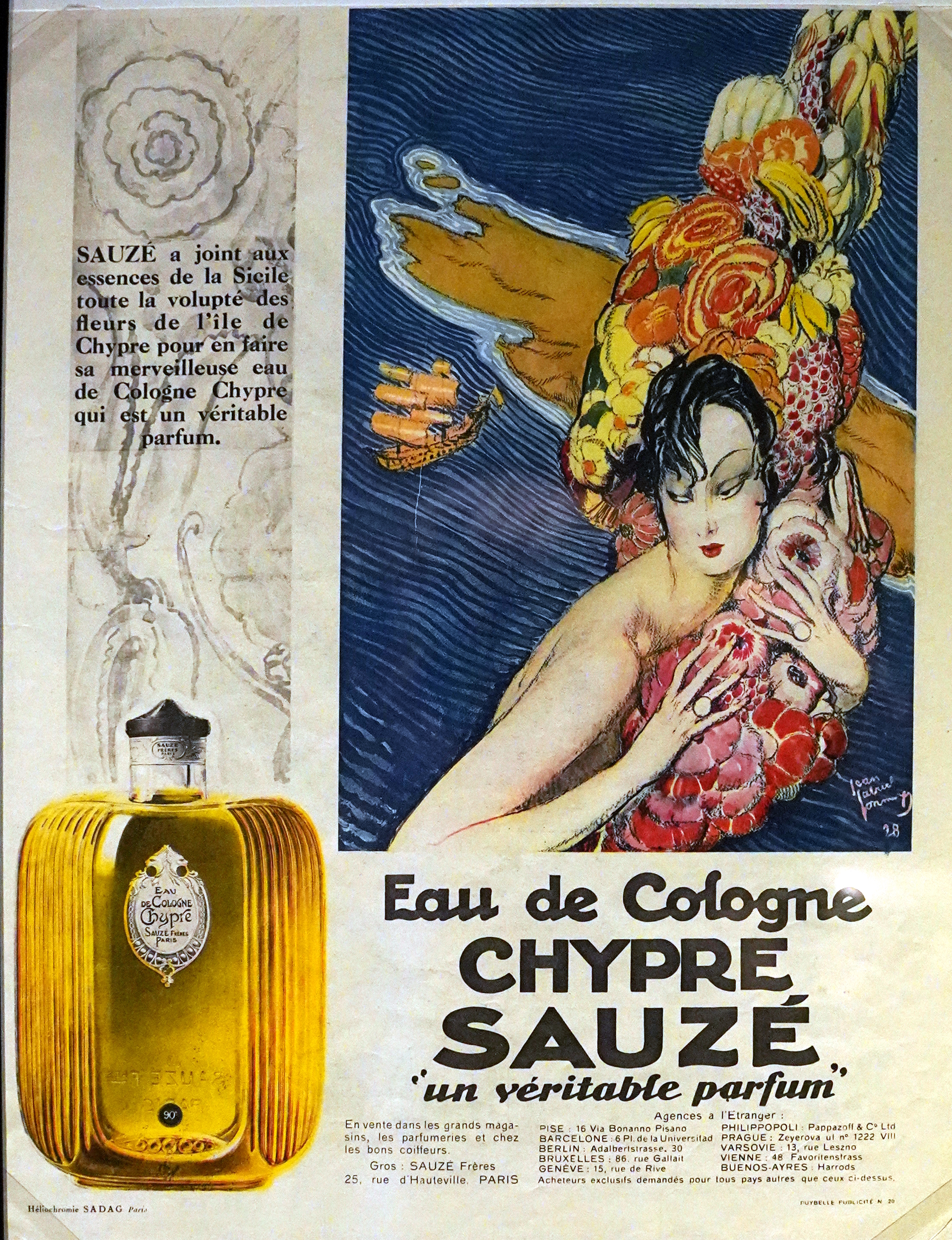
Publicité pour l'eau de Cologne Chypre de Sauzé Frères.
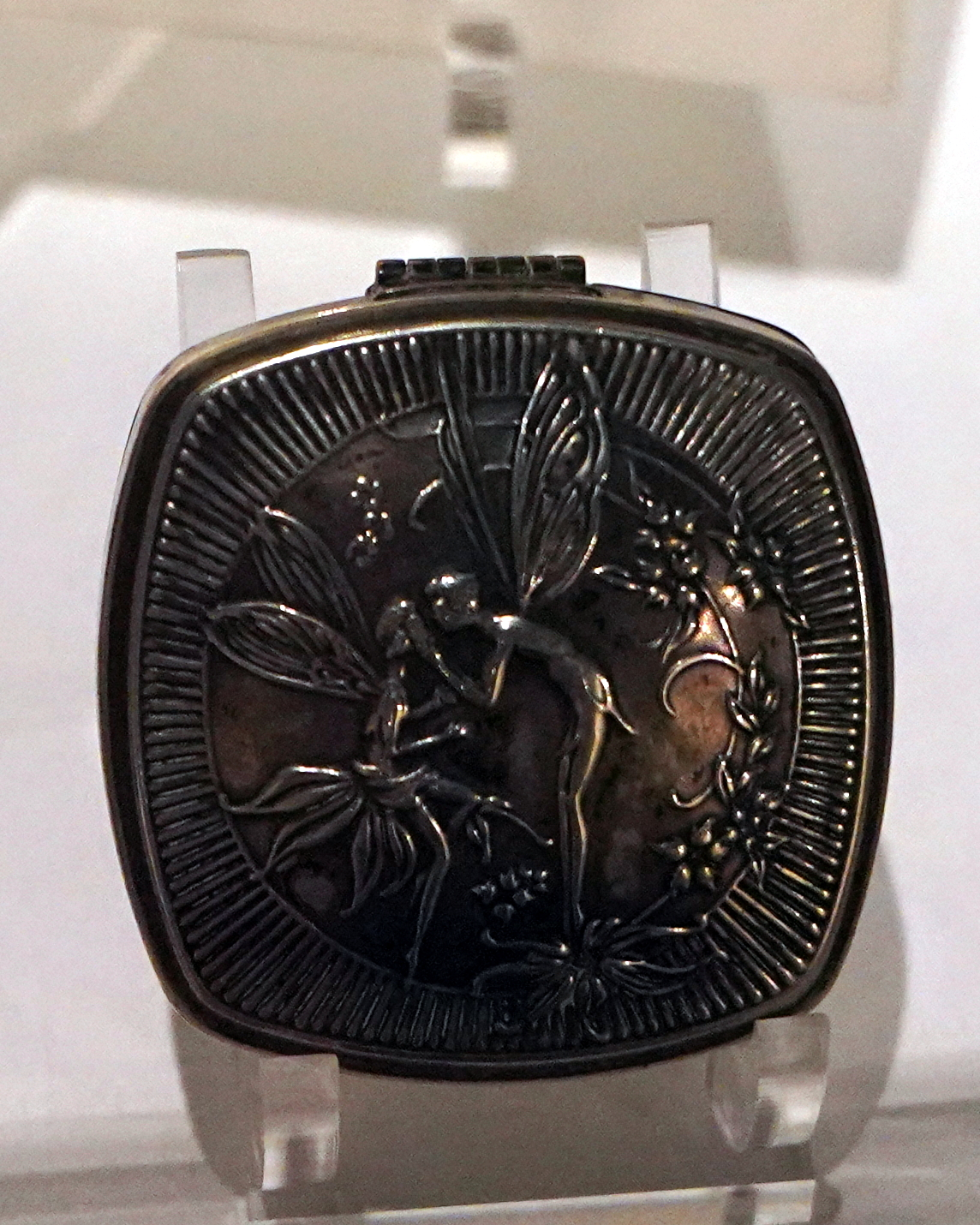
Poudrier Kerkoff.

### L'industrie

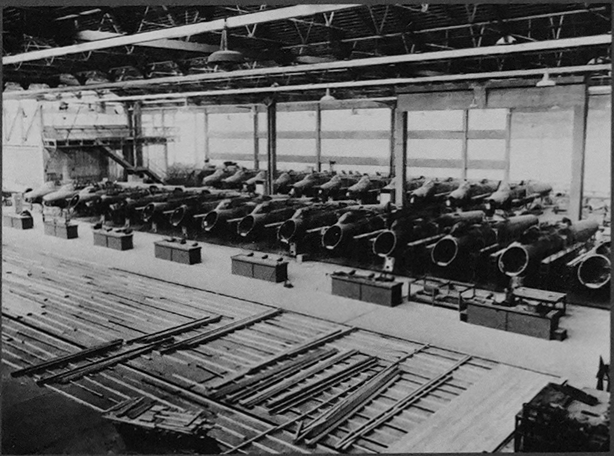
Chaîne de montage de l'Amiot 354.
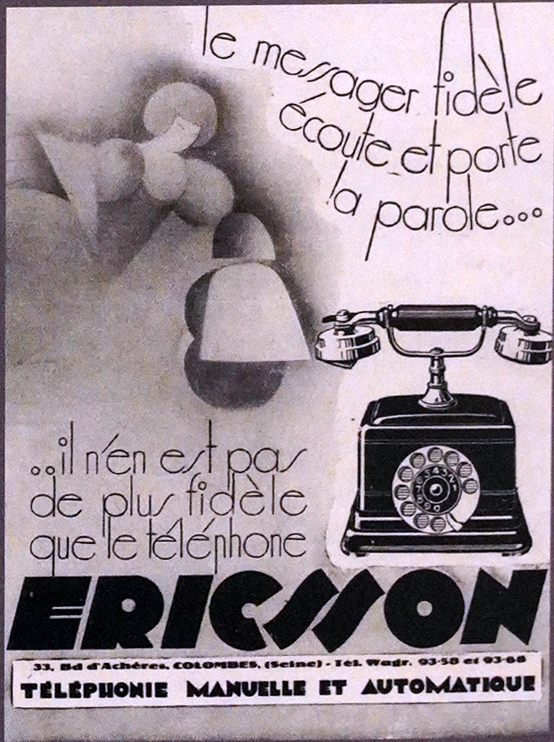
Publicité pour les téléphones Ericsson.
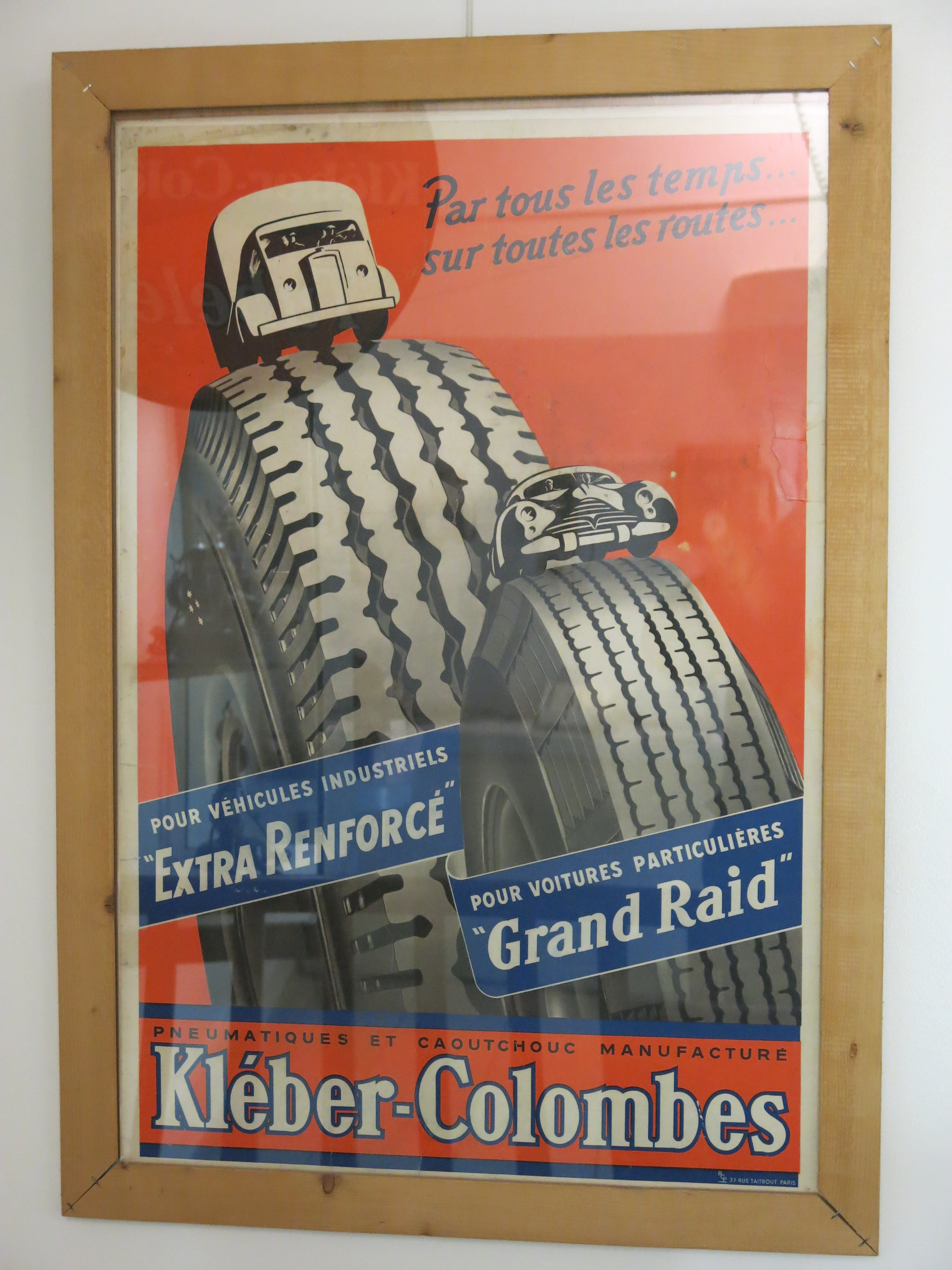
Affiche pour les pneus Kleber-Colombes.

### L'histoire de la ville

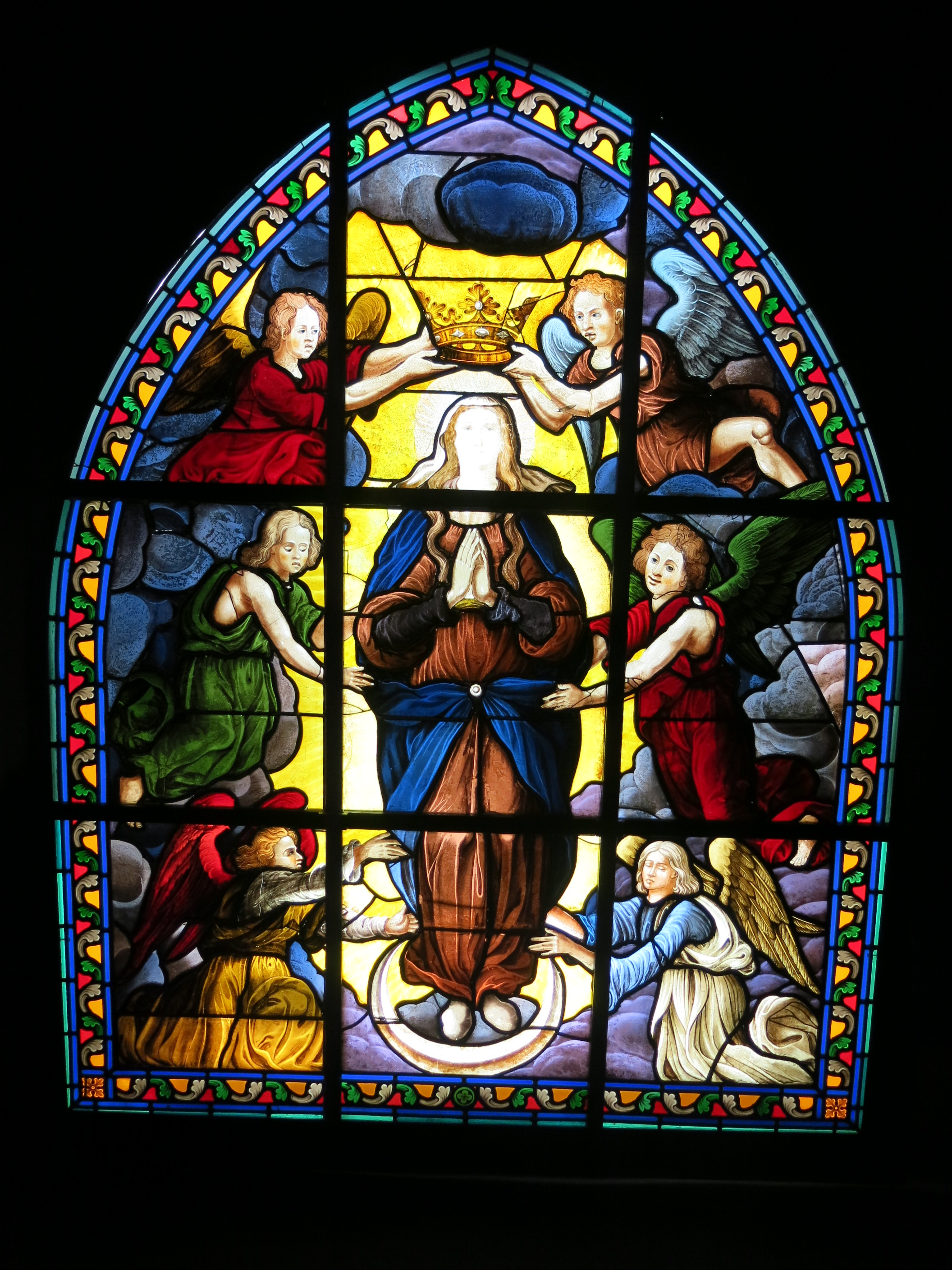
L'ancienne église.
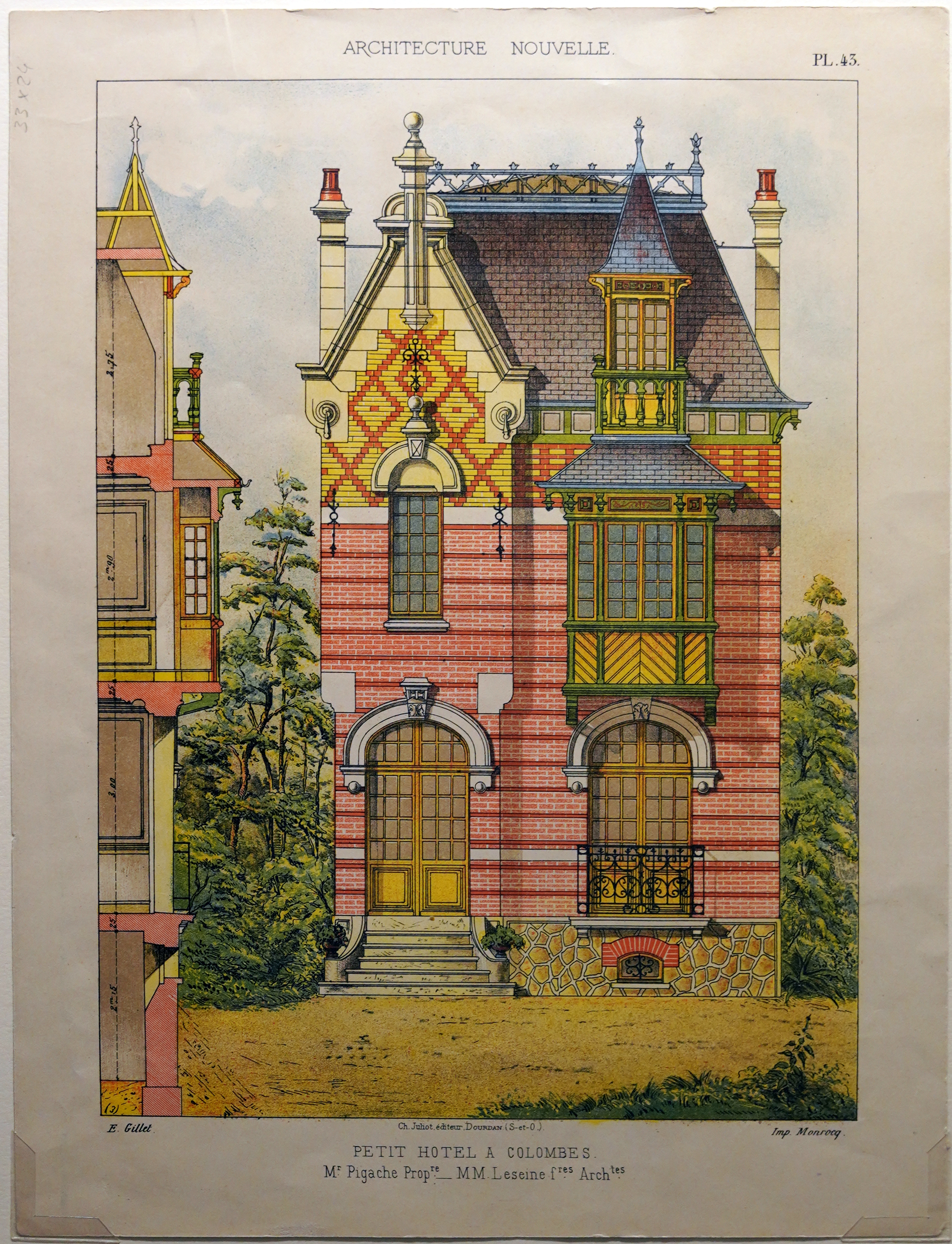
Maison rue du Maréchal-Joffre, architectes Leseine frères.
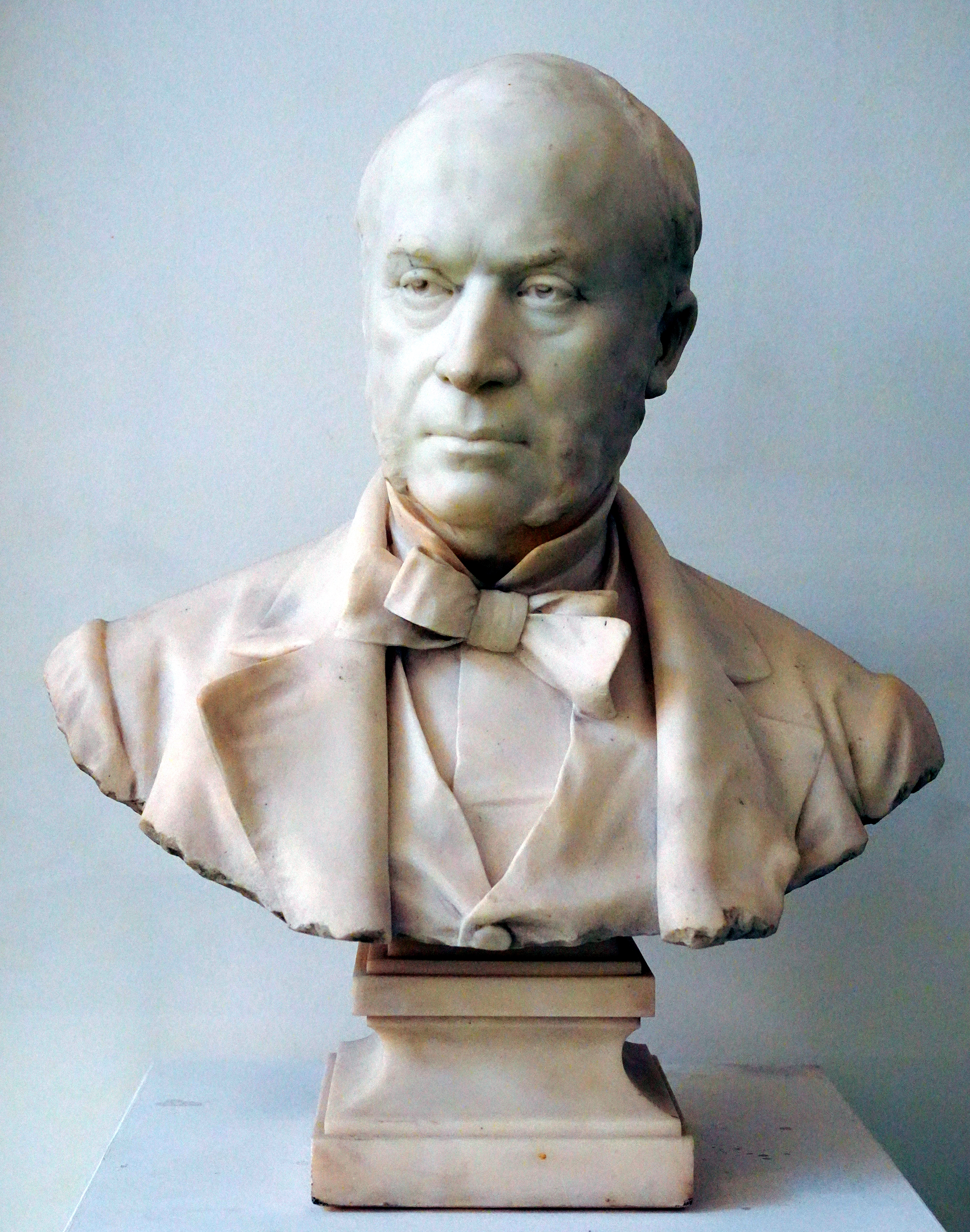
Léon Fagel, Jean-Joseph Henrotte.
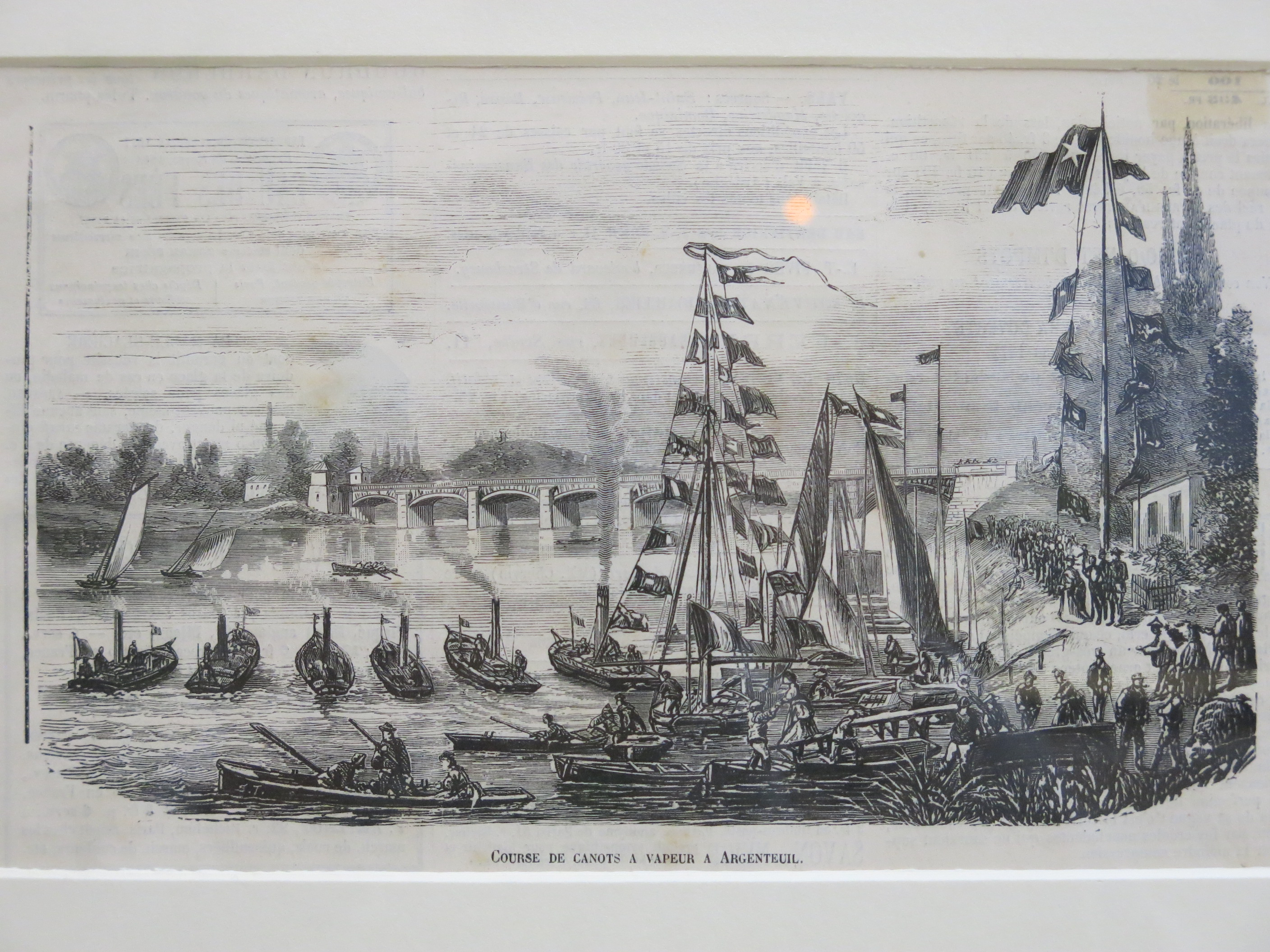
Course de canots à vapeur à Argenteuil en 1884.

### Les Jeux olympiques de 1924

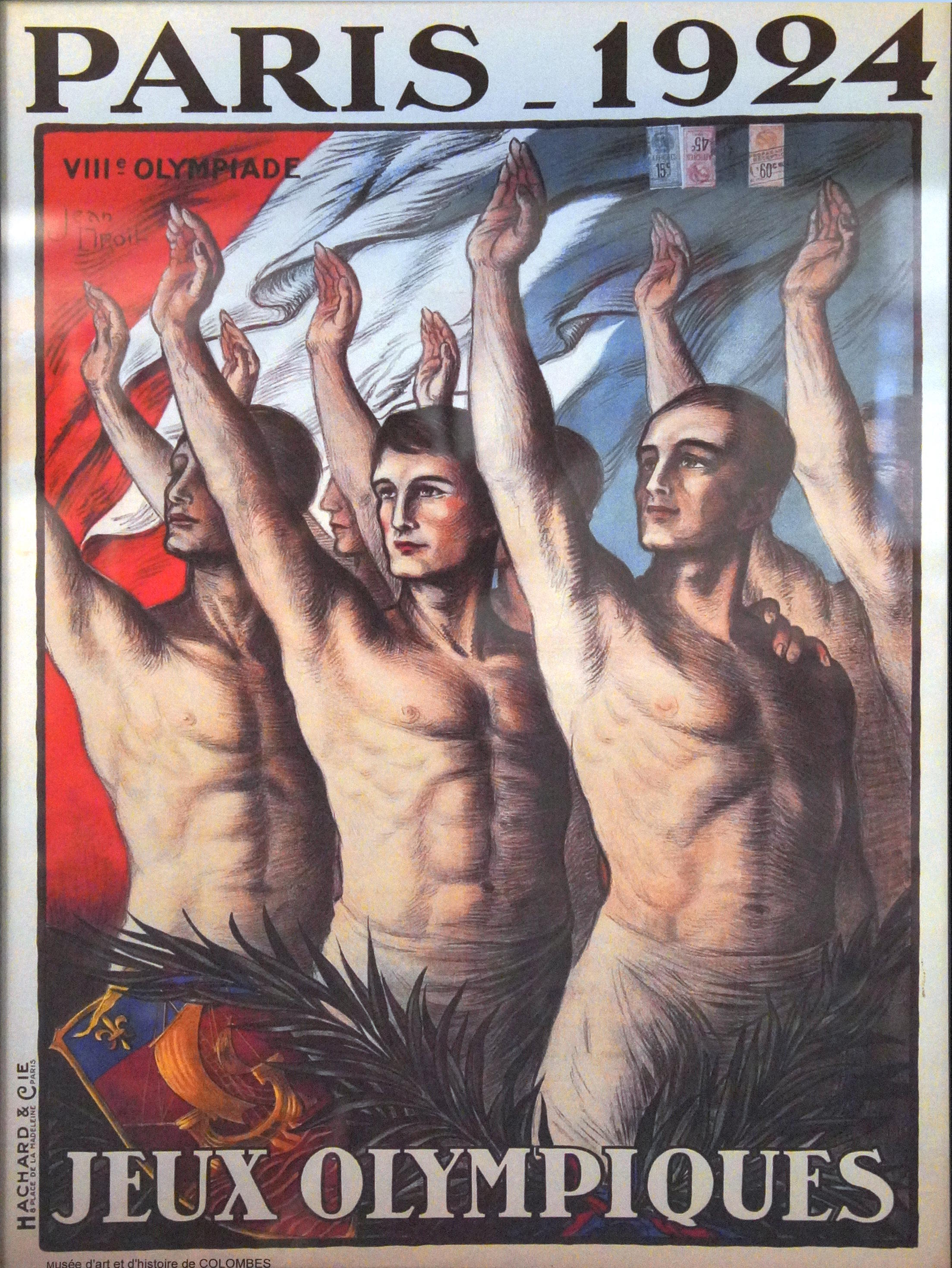
Jean Droit, VIIIe olympiades d'été, affiche.
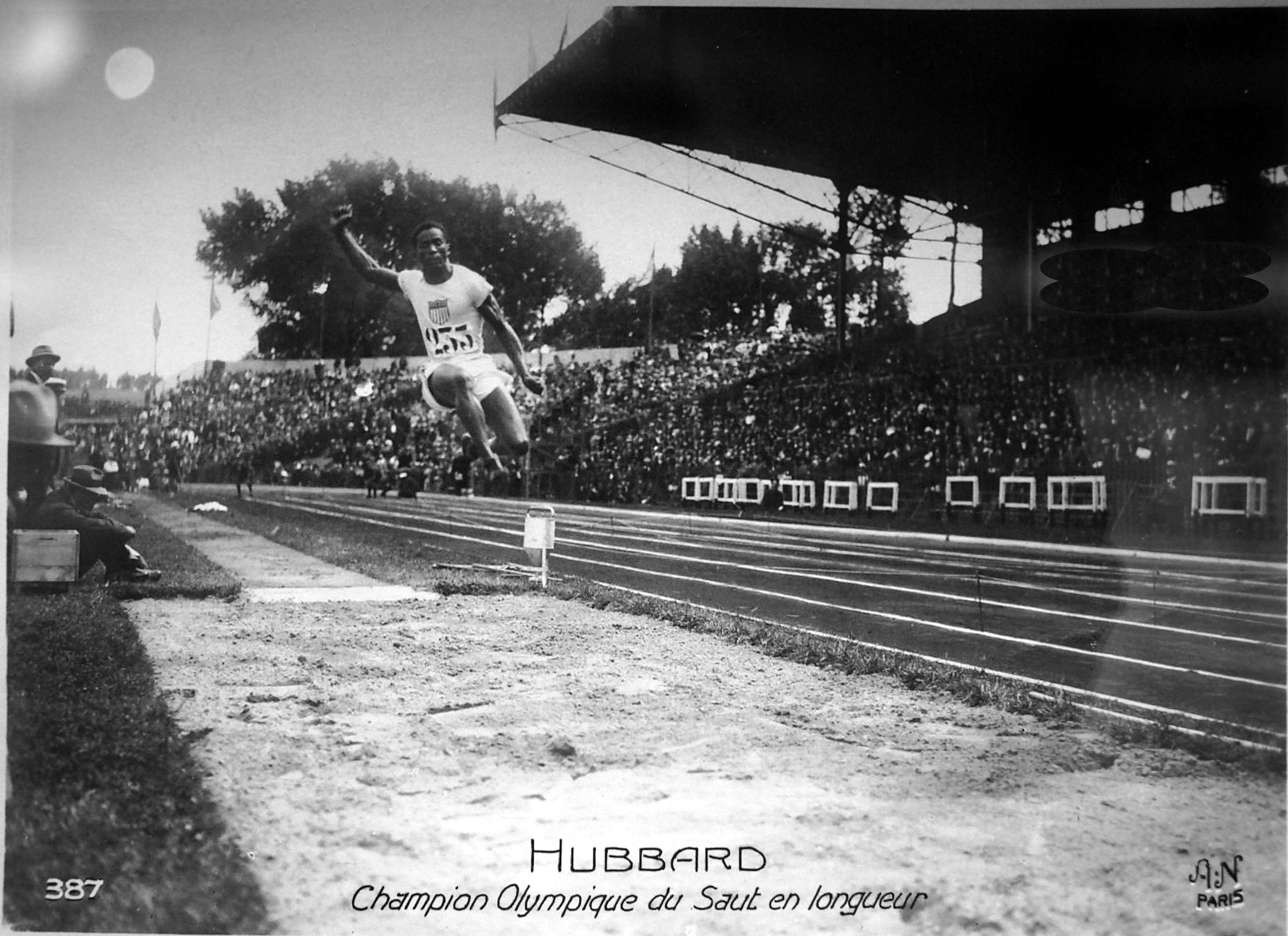
DeHart Hubbard, vainqueur du saut en longueur aux Jeux olympiques de 1924 au stade de Colombes. Carte postale.